# Proyección de Van der Grinten

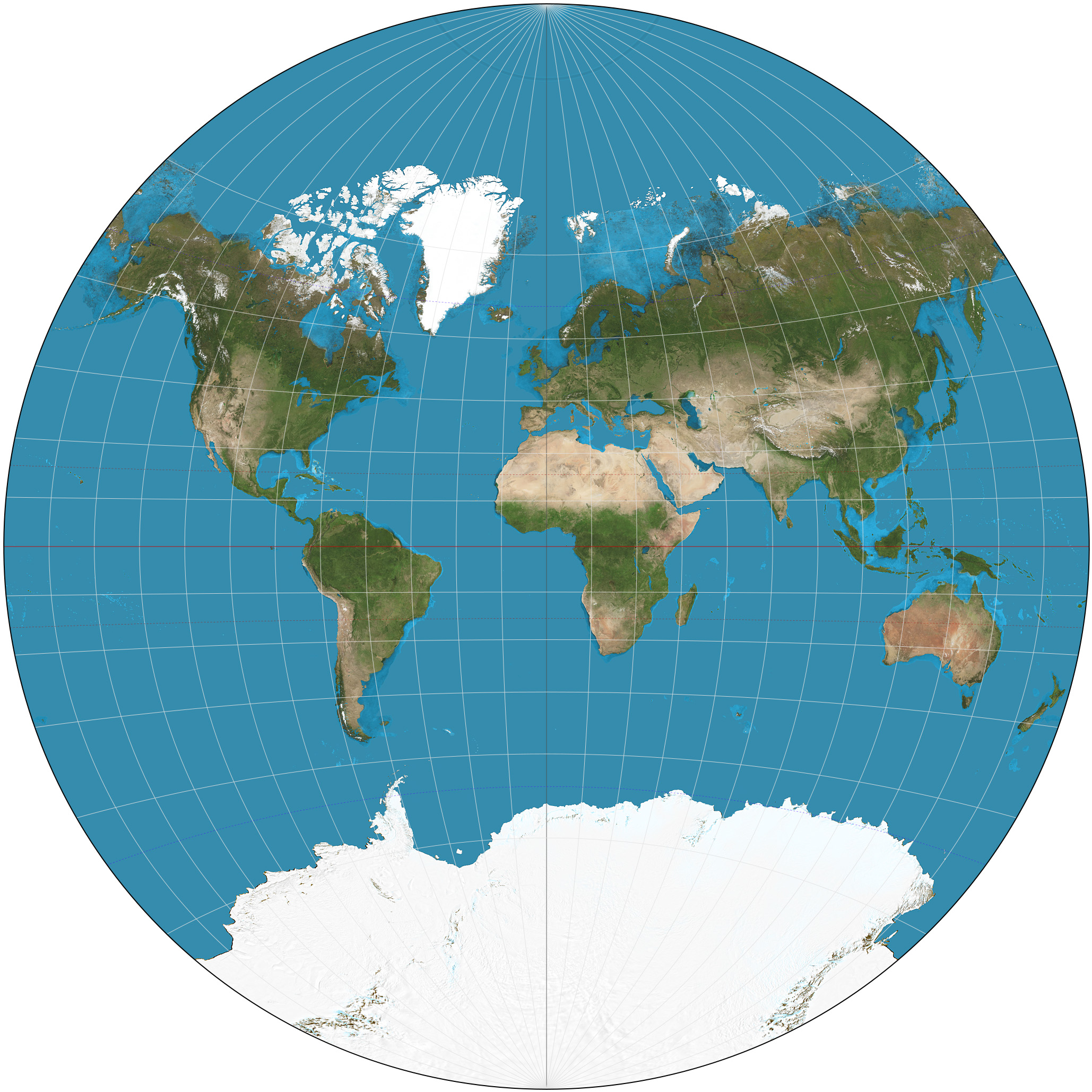
Mapamundi con la proyección Van der Grinten

La proyección de Van der Grinten con la indicatriz de deformación de Tissot

La proyección de van der Grinten es una proyección cartográfica de compromiso, lo que significa que no es equiárea ni conforme. A diferencia de las proyecciones en perspectiva, la proyección de Van der Grinten es una construcción geométrica arbitraria en el plano. Van der Grinten proyecta toda la Tierra en un círculo. Preserva en gran medida las formas familiares de la proyección de Mercator mientras reduce modestamente la distorsión de Mercator. Las regiones polares están sujetas a una distorsión extrema.
Alphons Van der Grinten inventó la proyección en 1898 y recibió la patente estadounidense # 751,226 por ella y otras 3 en 1904. La National Geographic Society adoptó la proyección para sus mapas mundiales de referencia en 1922, aumentando su visibilidad y estimulando su adopción en otras partes. En 1988, National Geographic reemplazó la proyección de Van der Grinten con la proyección de Robinson.

## Fórmulas
La construcción geométrica dada por van der Grinten se puede escribir algebraicamente:
{\displaystyle {\begin{aligned}x&=\pm \pi {\frac {A(G-P^{2})+{\sqrt {A^{2}(G-P^{2})^{2}-(P^{2}+A^{2})(G^{2}-P^{2})}}}{P^{2}+A^{2}}},\\y&=\pm \pi {\frac {PQ-A{\sqrt {(A^{2}+1)(P^{2}+A^{2})-Q^{2}}}}{P^{2}+A^{2}}},\end{aligned}}}
donde x toma el signo de λ - λ 0 , y toma el signo de φ , y
{\displaystyle {\begin{aligned}A&={\frac {1}{2}}\left|{\frac {\pi }{\lambda -\lambda _{0}}}-{\frac {\lambda -\lambda _{0}}{\pi }}\right|,\\G&={\frac {\cos \theta }{\sin \theta +\cos \theta -1}},\\P&=G\left({\frac {2}{\sin \theta }}-1\right),\\\theta &=\arcsin \left|{\frac {2\varphi }{\pi }}\right|,\\Q&=A^{2}+G.\end{aligned}}}
Si φ = 0, entonces
{\displaystyle {\begin{aligned}x&=(\lambda -\lambda _{0}),\\y&=0.\end{aligned}}}
Del mismo modo, si λ = λ 0 o φ = ± π / 2, entonces
{\displaystyle {\begin{aligned}x&=0,\\y&=\pm \pi \tan {\frac {\theta }{2}}.\end{aligned}}}
En todos los casos, φ es la latitud , λ es la longitud y λ 0 es el meridiano central de la proyección. 